# 偶发艺术

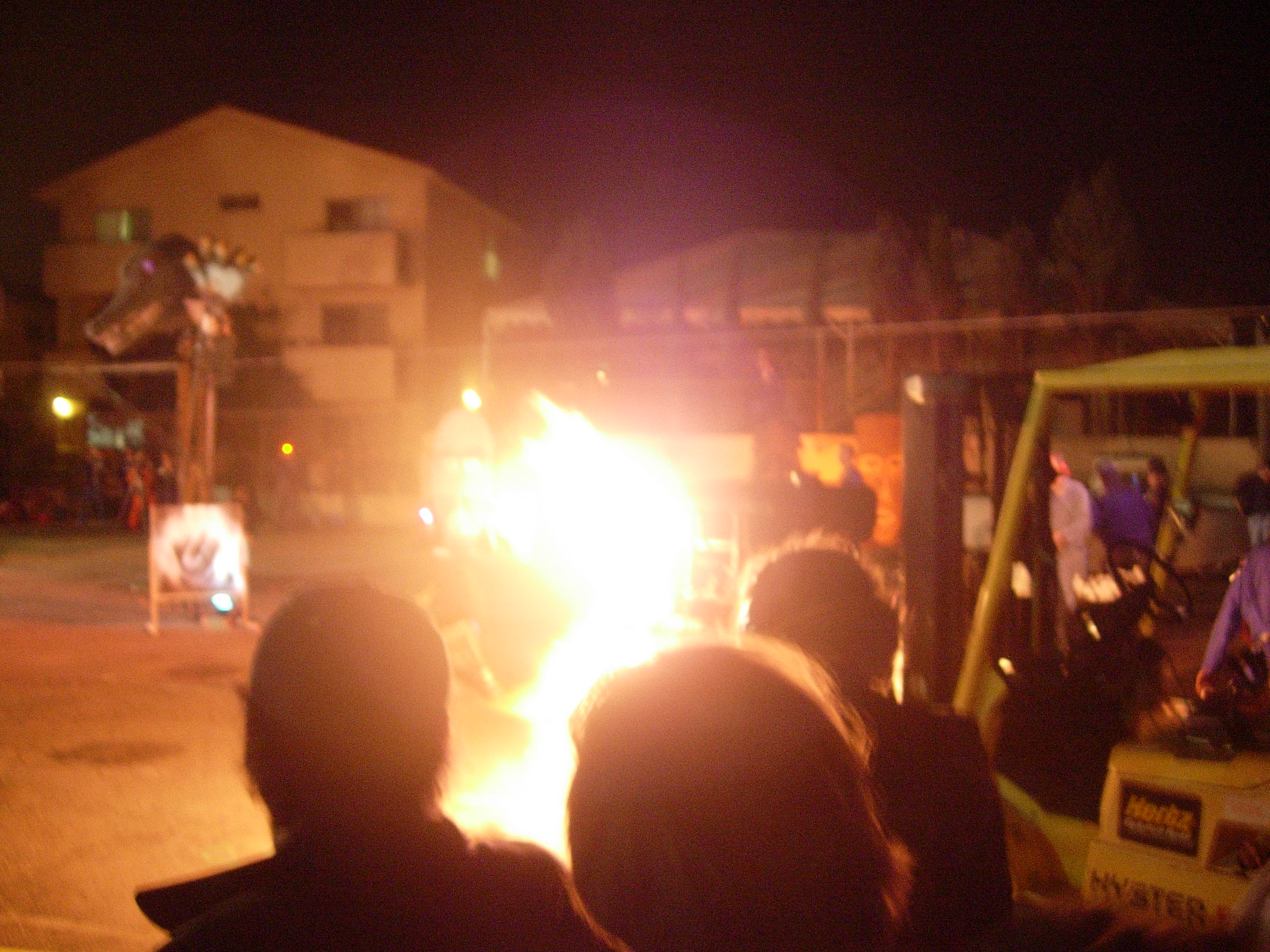
生存研究实验室的表演，2006年洛杉矶

偶发艺术（英語：Happening）指的是可被认作艺术（通常指行为艺术）的表演、事件等。这一概念最先在1950年代由阿兰·卡普洛提出，用于描述一系列与艺术有关的事件。